# Ratanpur
Ratanpur (nep. रतनपुर) – gaun wikas samiti w zachodniej części Nepalu w strefie Seti w dystrykcie Kailali. Według nepalskiego spisu powszechnego z 2001 roku liczył on 822 gospodarstw domowych i 6926 mieszkańców (3409 kobiet i 3517 mężczyzn).